# Janez Gorišek
Janez Gorišek (ur. 13 września 1933 w Lublanie, zm. 21 marca 2023) – słoweński skoczek narciarski reprezentujący Jugosławię, olimpijczyk (1956), dwukrotny akademicki mistrz świata (1953 i 1957). Po zakończeniu kariery zawodniczej projektant skoczni narciarskich.

## Życiorys
W młodości uprawiał skoki narciarskie. W 1956 wziął udział w zimowych igrzyskach olimpijskich, zajmując przedostatnią, 50., pozycję w konkursie indywidualnym na skoczni normalnej. W swojej karierze trzykrotnie stawał na podium zimowych akademickich mistrzostw świata – w 1953 i 1957 sięgnął po tytuły mistrzowskie, a w 1955 zdobył srebrny medal tych zawodów.
Po zakończeniu kariery zawodniczej został projektantem skoczni narciarskich. Uznawany jest za najsłynniejszego projektanta skoczni mamucich. W 1968, wspólnie ze swoim bratem Vladem, zaprojektował otwartą rok później Letalnicę (obecna pełna nazwa tego obiektu to Letalnica bratov Gorišek). Był również odpowiedzialny za kolejne przebudowy tej skoczni (w 1994 i w 2013). W 2010 zaprojektował budowę nowej Vikersundbakken, która po otwarciu rok później stała się największą skocznią na świecie. Odpowiadał również za przebudowy Kulm i Heini-Klopfer-Skiflugschanze. Pracował ponadto przy budowie bądź modernizacji szeregu mniejszych obiektów – między innymi olimpijskiego kompleksu Igman, Kiremitliktepe i Logarskiej doliny.
Za swoją działalność był wielokrotnie honorowany – w 1969, za budowę Letalnicy, otrzymał, wspólnie z bratem, Bloudkovą nagradę, w 2015 został honorowym obywatelem gminy Šentjernej, a w maju 2016 prezydent Słowenii przyznał mu Srebrny Krzyż Zasługi.
Przez wiele lat sprawował funkcje techniczne w trakcie zawodów międzynarodowych – był między innymi dyrektorem konkursów olimpijskich skoczków narciarskich w 1984, a zadania tego typu wykonywał jeszcze na początku XXI wieku.